# Сварочный флюс

Автоматическая сварка под флюсом (схема, слой флюса показан жёлтым)

Сварочный флюс — материал, используемый при сварке для защиты зоны сварки от атмосферного воздуха, обеспечения устойчивости горения дуги, формирования поверхности сварного шва и получения заданных свойств наплавленного материала. Например, при газовой и кузнечной сварке металлов широко используют такие компоненты, как бура, борная кислота, хлориды и фториды. Они образуют жидкий защитный слой, в котором растворяются оксиды, образующиеся на свариваемых поверхностях.
При электрошлаковой сварке используют измельчённые композиции сложного состава, через них, кроме того, должен проходить электрический ток, с выделением тепла для нагрева свариваемых деталей.

## Классификация
Флюсы классифицируют по способу изготовления, химическому составу и назначению.
По способу изготовления - разделяют на плавленые и неплавленые.
В состав плавленых входят только шлакообразующие компоненты. Их получают сплавлением составляющих компонентов. Изготовление флюса включает следующие процессы: размола до необходимых размеров сырья ( марганцевая руда , кварцевый песок , мел и др.); смешивания их в определенных пропорциях; плавка в газопламенных или электропечах; грануляции с целью образования измельченного до определенных размеров зерна флюса.
Неплавленые - это смесь порошкообразных и зернистых материалов, которая кроме шлакообразующих содержит раскислителей и легирующих элементов. Делятся на керамические - замешены на жидком стекле и испеченные - образованные спеканием без расплавления.
Отсутствие плавки позволяет вводить в состав флюса различные ферросплавы, металлические порошки, оксиды и др.
Неплавленые флюсы изготавливают следующим образом: компоненты измельчают, дозируют, усредняют. Затем замешивают с водным раствором жидкого стекла и гранулируют. Гранулы сушат и прокаливают. Используют преимущественно плавленые, которые имеют высокие технологические свойства и низкую цену. Плавленые различают по содержанию оксидов различных элементов. В качестве основных - входят оксиды марганца и кремния.
Марганец , имея большее сродство к кислороду восстанавливает оксиды железа и способствует выведению серы образуя сульфид.
Кремний способствует снижению пористости металла шва за счет подавления процесса образования оксида углерода и является хорошим раскислителем.
По содержанию SiO 2 подразделяются на: высококремнистые (до 40 ... 45% SiO 2 ), низкокремнистые (до 0,5% SiO 2 ) и безкремнистые.
По содержанию MnO делятся на: высокомарганцевые (> 30% MnO), среднемарганцевые (15-30% MnO) и низкомарганцевые.
По назначению различают флюсы для сварки: низкоуглеродистые, легированные, для спецсталей, для цветных металлов.
Для сварки углеродистых и низколегированных сталей используют высококремнистые флюсы, содержащие большое количество SiO 2 i MnO i имеют кислый характер. Для сварки легированных сталей - низкокремнистые, с повышенным содержанием СаО, MgO, CaF 2 , имеющие слабокислый характер; Для сварки высоколегированных сталей с большим содержанием легкоокисляемых элементов (Cr, Mo, Ti, Al и др.) - безкремнистые, на основе CaO, CaF 2 , Al 2 O 3 и бескислородные фторидные флюсы, содержащие 60-80% CaF 2 и имеют основной или нейтральный характер.
Для сварки сталей, цветных металлов и сплавов используют неплавленые керамические флюсы, содержащие мрамор , плавиковой шпат , фториды или хлориды щелочноземельных металлов, ферросплавы сильных раскислителей (Si, Ti, Al), легирующие элементы и чистые металлы. Такие шлаки имеют основной или нейтральный характер и обеспечивают в металле шва заданное содержание легирующих элементов.

## Нормативные документы
- ГОСТ 9087-81 Флюсы сварочные плавленые. Приведено около 50 марок сварочных флюсов и требования к ним.